# Eldorado (Australia)
Eldorado – miasto w Australii, w stanie Wiktoria.